# Meskiag-Nanna
Meskiag-Nanna (sum. mes.ki.ag2.dnanna, tłum. „Ukochany bohater boga Nanny”) – według Sumeryjskiej listy królów drugi władca z II dynastii z Ur, syn Nany. Dotyczący go fragment brzmi następująco:
„Meskiag-Nanna (z Ur), syn Nany, panował przez 48(?) lat”
Meskiag-Nanna wspomniany jest również w inskrypcji z Tummal:
„Meskiag-Nanna, syn Nany, uczynił Tummal wspaniałym, wprowadził Ninlil do Tummal”
Według Sumeryjskiej listy królów Meskiag-Nannę na tronie Ur zastąpił jego syn, który panować miał przez 2 lata. Imię syna nie zachowało się. Dalej Lista podaje, iż „Ur zostało pokonane, a (siedziba) królestwa przeniesiona została do Adab”